# Angelica gigas
Angélique géante
Espèce
Angelica gigas, l’Angélique géante, est une espèce de plantes à fleurs de la famille des Apiaceae d'origine asiatique.

## Dénominations
Ce taxon porte en français le nom vernaculaire ou normalisé suivant : Angélique géante,.

## Angelica gigaset l'Homme
Les racines de cette plante sont utilisées en médecine traditionnelle chinoise.

## Systématique
Le nom correct complet (avec auteur) de ce taxon est Angelica gigas Nakai,.

### Publication originale
- (la) Takenoshin Nakai, « Notulæ ad Plantas Japoniæ et Koreæ. XIV », Botanical Magazine, Tokyo (d), Inconnu, vol. 31, no 364,‎ 1917, p. 97-112 (ISSN 0006-808X et 2185-3835, OCLC 1536894, DOI 10.15281/JPLANTRES1887.31.EN97, lire en ligne).